# 黹部
黹部（）は、漢字を部首により分類したグループの一つ。
康熙字典214部首では204番目に置かれる（12画の4番目、亥集の18番目）。

## 概要
黹部には「黹」を筆画の一部として持つ漢字を分類している。
単独の「黹」字は針と糸による衣服や布の縫いとり・刺繍を意味する。
字源としては、「黹」字は花紋の刺繍を象る象形文字である。『説文解字』は「㡀」＋「丵」から構成される会意文字としているが、甲骨文字や金文の形を見ればわかるようにこれは誤った分析である。
「黹」は意符としては縫いとりや刺繍に関する文字に含まれる。
2017年現在、日本における常用漢字、人名用漢字および印刷標準字体にこの部首を含む漢字は収録されていない。
現代の中国の簡体字の部首分類法では、黹部は削除されている場合がある。

## 字体のデザイン差
印刷書体（明朝体）において「黹」字には地域によって標準字体のデザインに差異が見られる。
『康熙字典』を始めとして日本・台湾・香港では「黹」字中央を「ハ」形とし、下部内部の左払いと点を上の横画および中央の縦画から離している。一方、中国の新字形では「ハ」形を逆ハの字形とし、左払いと点を上の横画および中央の縦画とくっつけ、「弊」や「幣」の左上の偏旁と統一させている。
| 康熙字典 日本・韓国 台湾・香港 | 中国 |
| ------------------------------ | ---- |
| 黹                             | 黹   |

## 部首の通称
- 日本：ち・ぬいとり・ふつへん（黻（フツ）の偏であることから）
- 韓国：바느질할치부（baneujilhal chi bu、縫いとる黹部）
- 英米：Radical embroidery

## 部首字
黹
- 中古音
  - 広韻 - 豬几切、旨韻、上声
  - 詩韻 - 紙韻、上声
  - 三十六字母 - 知母
- 現代音
  - 普通話 - ピンイン：zhǐ 注音：ㄓˇ ウェード式：chih3
  - 広東語 - Jyutping:zi2 イェール式:ji2
- 日本語 - 音：チ（漢音） 訓：ぬいとり
- 朝鮮語 - 音：치(chi) 訓：바느질할치（baneujilhal、縫いとる）

## 例字
- 黹
  - 5:黻、7:黼